# Urocissa whiteheadi
La urraca de Whitehead (Urocissa whiteheadi) es una especie de ave paseriforme de la familia Corvidae propia de la isla de Hainan, y las montañas del sur de China y el norte de Indochina. 
Su nombre conmemora al explorador británico John Whitehead. Se distingue de los otros miembros de su género en que su plumaje es blanco y negro, faltándole las plumas azules que poseen otras Urocissa. Es por ello que a veces se la coloca en su propio género monotipo, Cissopica, aunque parece posee suficientes características como para permanecer en el género Urocissa. 
Existen dos subespecies denominadas whiteheadi en Hainan y xanthomelana en el sur de China, norte de Vietnam, y el norte y centro de Laos.